# Zohra al-Fassia
Zohra Al Fassiya (en arabe : زهرة الفاسية ; née en 1905 à Séfrou près de Fès et morte en 1994) est une chanteuse et poétesse marocaine.
Sa contribution à la musique marocaine moderne, et plus particulièrement au genre du melhoun (chansons composées de longues strophes en arabe dialectal) est largement reconnue,. Son répertoire inclut également bien d'autres genres comme le chaâbi, le gharnati, le djiri ou le hawzi, styles musicaux reliés à la musique arabo-andalouse de l'Algérie ainsi que des chansons populaires à caractère plus européen. Juive, elle dut émigrer en 1962 en Israël, pays où ses talents furent ensevelis dans un oubli complet.

## L'ascension au Maroc
Née dans une famille de condition sociale modeste, Zohra al Fassiya est célèbre dès les années 1930, et devient une légende marocaine, une artiste admirée autant par les musulmans que par les juifs. .
Il y a quelques siècles, les poèmes n'étaient chantés que par les hommes. Parfois teintés d’érotisme, ils avaient aussi un ancrage social. Zohra El Fassiya a été la première femme à chanter la célèbre chanson « Hak a Mama ». Elle chante à la cour du roi Mohammed V. Elle a été la première femme marocaine à écrire et composer des chansons puis à les chanter en public (et non pas seulement dans un cadre privé) ; la première femme marocaine aussi à enregistrer des disques pour de grands labels discographiques comme Columbia Records et Gramophone Company.
Zohra al Fassiya fait partie de la "toute première génération de "chikhates" qui ont construit leur carrière musicale sur fond de malheur. C’étaient des femmes marginalisées par la société, souvent rejetées par leurs parents, mais qui ont forcé l'admiration par leur liberté de ton", dit Rita Stirn, auteur de Musiciennes marocaines (2017). Ses chansons célèbres, comme "Hak a Mamma", perdurent encore dans le répertoire musical marocain

## En Israël
A l'exemple de centaines de milliers de juifs des pays arabes ou musulmans, Zohra dut émigrer en Israël, où elle tomba dans l'oubli jusqu'en 1976 lorsque Erez Biton (en), Israélien d'origine marocaine, la rencontra et fut ému du délaissement dans lequel vivait cette artiste, ancienne star du Maroc. Il composa un poème dans lequel il évoque la grandeur passée de Zohra et sa condition présente,,.
Selon Edwin Seroussi, le destin de Zohra al-Fassia, tel que le retrace le poème, est représentatif de "la tragique expérience d'artistes juifs arabes, contraints de quitter leur pays d'origine, et qui n'obtinrent pas de reconnaissance dans leur nouveau pays" : En Israël, la culture et la musique dominantes, ashkénazes, ont totalement occulté la culture orientale, et notamment la musique arabe (voir Juifs arabes et juifs ashkénazes en Israël).
Un hommage posthume fut dédié à Zohra al-Fassia en 2009 au festival des Andalousies Atlantiques à Essaouira ; il a été l'occasion de "célébrer la symbiose musicale judéo-arabe au Maroc".